# Мастенбрук, Ри
Ри Мастенбрук (нидерл. Hendrika "Rie" Wilhelmina Mastenbroek), 26 февраля 1919, Роттердам — 6 ноября 2003, Роттердам) — выдающаяся нидерландская пловчиха, 3-кратная Олимпийская чемпионка, 3-кратная чемпионка Европы, многократная чемпионка Голландии, на протяжении карьеры 9 раз устанавливала рекорды мира (6 раз на спине, 3 раза вольным стилем).

## Биография
Начала заниматься плаванием в юном возрасте. В 1934 году выиграла 3 золотые награды на чемпионате Европы. В 1936 году на Олимпийских играх в Берлине, в возрасте 17 лет, стала трёхкратной олимпийской чемпионкой выиграв заплывы на 100 и 400 метров вольным стилем, а также эстафетный заплыв 4 по 100 метров вольным стилем. Помимо трёх золотых ей удалось завоевать так же серебряную награду в заплыве на 100 метров на спине.
В 1937 году став инструктором плавания она потеряла любительский статус спортсмена, что не позволило ей выступать на международных крупных соревнованиях.
В 1968 году была включена в Международный зал славы плавания. В 1997 году была удостоена высшей награды Международного олимпийского комитета — Олимпийского ордена. В 1962 году с целью благотворительности ей была продана одна из золотых олимпийских медалей.
Скончалась в 2003 году в Роттердаме в возрасте 84 лет.